# Otis Murphy

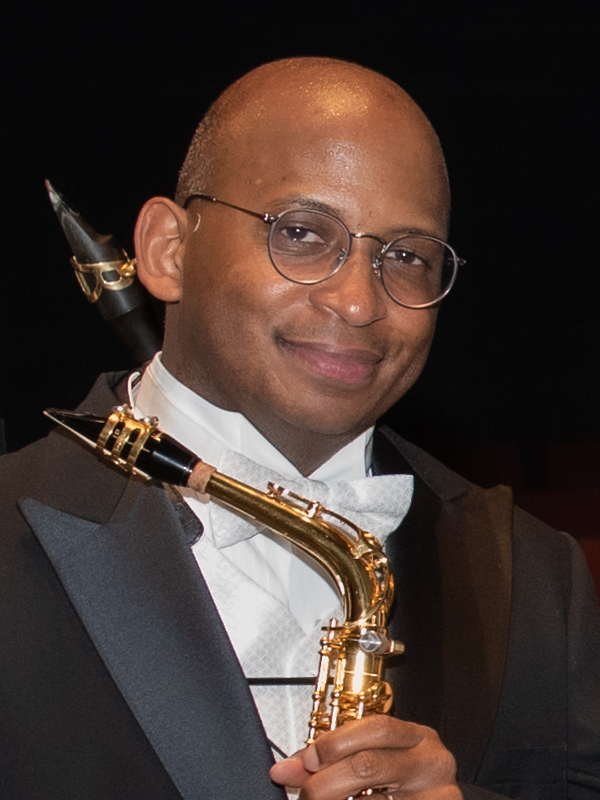

Otis Murphy (1972) è un sassofonista statunitense.

## La formazione
Ha studiato con celebri sassofonisti tra cui Kenneth Fischer, Eugene Rousseau e Jean-Yves Fourmeau, ottenendo i seguenti titoli di studio negli Stati Uniti ed in Francia:
- "Bachelor of Music Education" (University of Georgia) nel 1995
- "Master of Music" (Indiana University) nel 1998
- "Prix de Perfectionnement" (Conservatoire National Régional de Musique de Cergy-Pontoise) nel 2000
- "Doctor of Music" (Indiana University) nel 2006

## L'attività concertistica
Otis Murphy ha ricevuto numerosi premi e riconoscimenti come esecutore, tra cui il secondo premio al concorso internazionale "Adolphe Sax" (Belgio) nel 1998; il terzo premio al concorso internazionale "Jean-Marie Londeix" (Francia) nel 1996; il primo premio nel "Heida Hermanns Young Artist Competition"; il secondo premio nel "Saint Louis Symphony Young Artist Competition".
Ha suonato come solista ospite durante il 12° "World Saxophone Congress" a Montréal (Canada), durante il 7° "British Saxophone Congress" in Galles, durante il "New England Saxophone Symposium" del 2003, durante il Festival internazionale di musica da camera con sassofono a Faenza nel 2003: si è esibito come solista con l'orchestra di fiati Symphonic Winds in provincia di Bolzano nel 2007 e con la banda della marina americana durante il 26° "Navy Band International Saxophone Symposium" a Washington D.C..
Ha inciso due CD: "Memories of Dinant" e "Fantasy", in duo con la moglie Haruko Murphy, pianista.
Nella sua attività professionale utilizza sassofoni Yamaha e bocchini ed ance Vandoren.

## L'attività didattica
Dal 2001 è "Assistant Professor" alla Jacobs School of Music della Indiana University con sede a Bloomington, Indiana. È stato uno degli insegnanti più giovani della storia della facoltà. 
Tiene numerose masterclass negli Stati uniti, in Europa ed in Giappone.